# Leonard Matlovich
Leonard P. Matlovich, född 6 juli 1943 i Savannah, Georgia, död 22 juni 1988 i West Hollywood, Kalifornien, var en amerikansk militär, veteran från Vietnamkriget, rasrelationsinstruktör och mottagare av Purple Heart samt Bronze Star.
Matlovich var den förste homosexuelle tjänstgörande som avsiktligt kom ut inför militären för att ifrågasätta dess uteslutning av homosexuella, och förmodligen den mest kända homosexuella mannen på 1970-talet efter Harvey Milk. Hans kamp för att få stanna i USA:s flygvapen efter att ha kommit ut ur garderoben blev ett känt fall som hela HBT-gemenskapen samlades kring. Hans fall bidrog till artiklar i tidningar och magasin över hela landet, flera TV-intervjuer och en film på NBC. Hans fotografi var på framsidan av Time den 8 september 1975, och blev därigenom en symbol för tusentals homosexuella tjänstgörande och homosexuella över huvud taget. Matlovich var den första öppet homosexuelle att vara på förstasidan av ett amerikanskt nyhetsmagasin. Enligt författaren Randy Shilts "markerade händelsen den första gången som den unga gayrörelsen kommit på framsidan av en större tidning. För en rörelse som fortfarande kämpar för legitimitet var händelsen en stor vändpunkt. I oktober 2006 hedrades Matlovich av LGBT History Month som en historisk ledare för den homosexuella gemenskapen.
Matlovich, som var konverterad mormon och kyrkans ålderman när han bodde i Hampton, Virginia, fann sig vara på kant med mormonerna och deras motstånd mot homosexuellt beteende. Han bannlystes två gånger av Jesu Kristi Kyrka av Sista Dagars Heliga för homosexuellt beteende. Första gången var 7 oktober 1975 i Norfolk, Virginia, och sen igen, 17 januari 1979 efter att ha varit med i Phil Donahues TV-show 1978, utan att döpas igen. Men med tiden hade han slutat vara troende över huvud taget.
Den 22 juni 1988, mindre än en månad innan sin 45-årsdag, dog Matlovich i Los Angeles av komplikationer från HIV/AIDS, under ett stort foto av Martin Luther King, Jr. Hans gravsten, som är ett minnesmärke för alla gayveteraner, bär inte hans namn, utan texten “When I was in the military, they gave me a medal for killing two men and a discharge for loving one.” (När jag var i militären gav de mig en medalj för att mörda två män och ett avsked för att älska en.) Hans gravsten på Congressional Cemetery är i samma rad som J. Edgar Hoovers.